# La piel quemada
La piel quemada (La pell cremada) és una pel·lícula de l'any 1967 dirigida per Josep Maria Forn. La cinta va significar la consolidació del director català. La piel quemada forma part de la llista dels bàsics de cinema català.

## Argument
L'argument gira entorn de l'última nit que en José, un paleta andalús que està treballant a Lloret de Mar, passarà sense la seva dona Juana i els seus fills, que viatgen en tren juntament amb el seu germà Manolo des d'Andalusia cap a Catalunya. El director Josep Maria Forn crea una trama narrativa dual marcada per l'oposició: mentre José passa la seva última nit de “solter” de tapes amb els amics, passant la nit amb una turista belga i emborratxant-se, la seva família viatja, en molt males condicions, il·lusionada per una nova vida millor.

## Comentaris

### Context sociopolític i econòmic
A partir dels anys 60 el règim Franquista va patir l'anomenat desenvolupisme. Es va potenciar l'economia basada en el turisme i es va produir el fet conegut com “miracle econòmic”. L'entrada de capital estranger va ajudar a potenciar les migracions interiors i va propiciar un cert clima d'alliberament sexual.

### Idea original
En finalitzar La barca sin pescador (La barca sense pescador), Forn va tenir una idea que més tard acabaria desenvolupant a La piel quemada. En passar per una platja de Roses el director català va observar uns obrers torrats pel sol mentre treballaven i, també, uns estiuejants tombats damunt la sorra. El guió del film està escrit a partir d'aquests contrastos. Forn contraposa la situació dels emigrants del sud, que anaven cercant un jornal, i la dels turistes del nord, que buscaven oci i diversió, tot lligant-ho amb el context sociopolític i econòmic.

### Rodatge
L'any 1965 Forn va fer un primer intent de realitzar la pel·lícula. Tanmateix, els resultats no li van acabar convencent i, després de dos dies rodant, va aturar la gravació. El càsting inicial d'aquest primer rodatge estava compost per Daniel Martín (en el paper de José, que més tard va interpretar Antonio Iranzo), Montserrat Porta (en el paper de Juana que més tard va dur a terme Marta May), Marta May (com a turista belga, més tard interpretada per Sílvia Solar), entre d'altres. El rodatge es va reprendre en 1966.

### Premis
- Premi del Cercle d'Escriptors Cinematogràfics d'Espanya a la millor actriu – Marta May
- Premi del Cercle d'Escriptors Cinematogràfics d'Espanya al millor guió – Josep Maria Forn
- Premi Fotogramas de Plata al millor intèrpret del cinema espanyol – Antonio
- Premi del Sindicat Nacional de l'Espectacle a la millor realització